# فاسيلي بتروفيتش دروبوف
فاسيلي بتروفيتش دروبوف (1885-1956) (بالإنجليزية: Vasiliĭ Petrovich Drobow)‏ هو عالم نبات روسي.

## نباتات منسوبة تكريماً لدروبوف
- نفيلة دروبوفية, نوع من النفيلة (الفصيلة الحِمحِمية)Popov) Pavlov, Lipsch. & Nevski
- روثا دروبوفية, نوع من الروثا (الفصيلة القطيفية), Botsch.
- عرعر دروبوفي, نوع من العَرعَر (الفصيلة السروية), Sumnev.
- فويلة دروبوفية, نوع من الفويلة (الفصيلة البقولية), Korotkova
- قزوف دروبوفي, نوع من القزوف (الفصيلة النجيلية), Nevski
- أرطاة دروبوفية, نوع من الأرطاة (الفصيلة البطباطية), Bondarenko
- شفة الأرنب الدروبوفية (الاسم العلمي:Lagochilus drobovii), نوع من نبات شفة الأرنب (الفصيلة الشفوية), Kamelin & Zuckerw.